# تیک آف (فیلم ۱۳۸۱)
تیک آف فیلمی به کارگردانی و نویسندگی آرش معیریان ساختهٔ سال ۱۳۸۱ است.

## بازیگران
- سروش گودرزی
- سوگل خسروی
- محمدرضا کوهستانی
- سولماز غنی
- محمدرضا نوروزی
- نسرین خسروان اصفهانی
- کاوه آهنگر
- علی اصغر طبسی
- محمود اردلان